# 熊本県道14号八代鏡宇土線
熊本県道14号八代鏡宇土線（くまもとけんどう14ごう やつしろかがみうとせん）は、熊本県八代市から八代郡氷川町・宇城市を経由して、宇土市に至る県道（主要地方道）である。

## 概要
八代市旭中央通から宇土市新松原町に至る。
地元では八代市から宇城市松橋町にかけては通称「鏡線（かがみせん）」、宇城市松橋町から宇土市にかけては以前国道3号と重複していたことから「旧3号線」といわれている。
国道3号とほぼ平行に走っているが、古くからの住宅地に沿って走るために朝夕は渋滞が各所で発生する。

### 路線データ
- 起点：八代市旭中央通（旭中央通り交差点、国道3号交点）
- 終点：宇土市新松原町（国道3号・国道57号交点）
- 総延長：23.0 km

## 歴史
- 1982年（昭和57年）
  - 4月1日 - 建設省（現・国土交通省）が主要地方道に指定。
  - 10月1日 - 熊本県が路線認定。
- 1993年（平成5年）5月11日 - 建設省から、県道八代鏡宇土線が八代鏡宇土線として主要地方道に再指定される[1]。

## 路線状況

### 道路施設

#### 橋梁
- 新大村橋（水無川、八代市）
- 海士江新橋（八代幹線用水路、八代市）
- 古閑出橋（古閑出川、八代市）
- 東出橋（夜狩川、八代市）
- 第一東牟田橋（山王川、八代市）
- 第2太牟田橋（犬鞘川、八代市）
- 鮟鱇（あんこう）橋（鮟鱇川、八代市）
- 新川橋（新川、八代市）
- 新鏡川橋（鏡川、八代市）
- 新道橋（園田川、八代市）
- 浜牟田橋（氷川、八代市 - 八代郡氷川町）
- 八間川橋（八間川、八代郡氷川町）
- 砂川橋（砂川・八枚戸川、宇城市）
- 五丁橋（五丁川、宇城市）
- 鎗ノ柄橋（大野川、宇城市）

## 地理

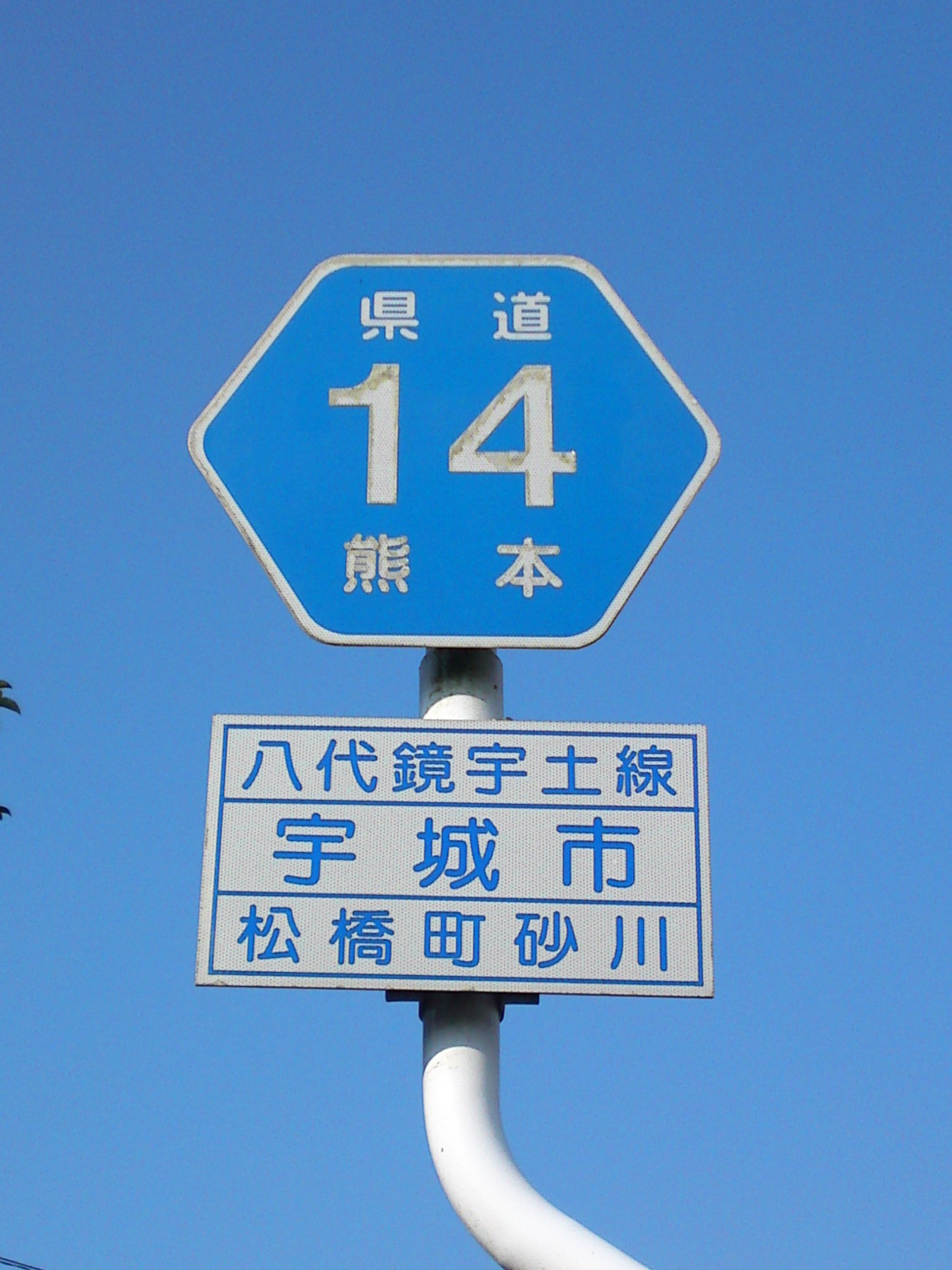
県道標識

### 通過する自治体
- 八代市
- 八代郡氷川町
- 宇城市
- 宇土市

### 交差する道路
| 交差する道路                                              | 市町村名 | 市町村名 | 交差する場所 | 交差する場所            |
| --------------------------------------------------------- | -------- | -------- | ------------ | ----------------------- |
| 国道3号                                                   | 八代市   | 八代市   | 旭中央通     | 旭中央通り交差点 / 起点 |
| 熊本県道250号八代港大手町線                               | 八代市   | 八代市   | 大手町2丁目  | 大手町交差点            |
| 熊本県道251号郡築横手線 熊本県道336号八代港線             | 八代市   | 八代市   | 大村町       |                         |
| 熊本県道245号共栄千丁停車場線 熊本県道346号新八代停車場線 | 八代市   | 八代市   | 千丁町新牟田 | 千丁町古閑出交差点      |
| 熊本県道322号大牟田大鞘八代港線                           | 八代市   | 八代市   | 千丁町太牟田 |                         |
| 熊本県道42号八代鏡線 熊本県道156号鏡宮原線                | 八代市   | 八代市   | 鏡町鏡       | 鏡町鏡交差点            |
| 熊本県道256号鹿野赤迫線                                   | 八代郡   | 氷川町   | 鹿島         | 氷川町鹿島交差点        |
| 熊本県道181号松橋停車場線                                 | 宇城市   | 宇城市   | 松橋町松橋   | 松橋町松橋交差点        |
| 国道266号                                                 | 宇城市   | 宇城市   | 松橋町松橋   | 松橋町松橋交差点        |
| 熊本県道297号川尻宇土線                                   | 宇土市   | 宇土市   | 松山町       | 宇土市松山町交差点      |
| 宇城北部広域農道 / うきうきロード                         | 宇土市   | 宇土市   | 松山町       | [ 注釈 1 ]              |
| 国道3号 国道57号 国道218号 重複 国道219号 重複            | 宇土市   | 宇土市   | 新松原町     | 終点                    |

### 交差する鉄道
- 九州新幹線
- 鹿児島本線

### 沿線
- 八代市立千丁中学校
- 氷川町立竜北西部小学校
- 熊本県立松橋支援学校
- 宇城市立豊川小学校